# 帝席
帝席是中国古代星官之一，属于二十八宿的氐宿，位于现代星座划分的牧夫座，含有3颗星。
清代编成的星表《仪象考成》增加1星。

## 所含恒星及对应西方名称[1]
| 帝席一   | d Boo  |
| 帝席二   | 11 Boo |
| 帝席三   | 9 Boo  |
|          |        |
| 帝席增一 | 3 Boo  |